# Frank Schwab
Frank Schwab (* 1963) ist ein deutscher Medienpsychologe und Hochschullehrer.

## Leben
Frank Schwab studierte von 1986 bis 1992 Psychologie an der Universität Saarbrücken. Anschließend war er wissenschaftlicher Mitarbeiter in der Klinischen Psychologie und der Medien- und Organisationspsychologie sowie freier Mitarbeiter am Medienpsychologischen Forschungsinstitut Saarland (mefis). Nach seiner Promotion in Saarbrücken 2000 habilitierte er sich im Juni 2008 über die Medienpsychologie der Unterhaltung. Seit Oktober 2010 ist er Professor für Medienpsychologie am Institut Mensch-Computer-Medien der Julius-Maximilians-Universität Würzburg.
Zu seinen Forschungsschwerpunkten gehören evolutionspsychologische Aspekte in Medien (emotionale Medienwirkung) und Organisationen, systemische Ansätze der Organisationspsychologie sowie Multimedia und Hypertext.
Schwab ist Mitglied der Deutschen Gesellschaft für Publizistik- und Kommunikationswissenschaft (DGPuK) und der Internationalen Gesellschaft für Humanethologie (ISHE).

## Veröffentlichungen (Auswahl)
- Frank Schwab: Lichtspiele. Eine Evolutionäre Medienpsychologie der Unterhaltung. Kohlhammer, Stuttgart 2010, ISBN 978-3-17-021250-3 (zugleich Habilitationsschrift, Universität des Saarlandes, Saarbrücken 2008).
- mit Dagmar Unz, Peter Winterhoff-Spurk: TV News – The Daily Horror?: Emotional Effects of Violent Television News. In: Journal of Media Psychology, Bd. 20, Nr. 4, 2008, S. 141–155. (doi:10.1027/1864-1105.20.4.141).
- Frank Schwab: Evolution und Emotion. Evolutionäre Perspektiven in der Emotionsforschung und der angewandten Psychologie. Kohlhammer, Stuttgart 2004, ISBN 3-17-017188-7.
- Frank Schwab: Affektchoreographien. Eine evolutionspsychologische Analyse von Grundformen mimisch-affektiver Interaktionsmuster. Berlin 2001, ISBN 3-89825-202-7 (zugleich Dissertation, Universität des Saarlandes, Saarbrücken 2000).
- mit Peter Winterhoff-Spurk, Veronika Heidinger: Reality-TV: Formate und Inhalte eines neuen Programmgenres (= Schriften der Landesanstalt für das Rundfunkwesen Saarland. Band 3). Logos, Saarbrücken 1994, ISBN 3-928598-62-7.
- mit Peter Winterhoff-Spurk, Veronika Heidinger: Der offene Kanal in Deutschland. Ergebnisse empirischer Forschung. Deutscher Universitäts-Verlag, Wiesbaden 1992, ISBN 3-8244-4116-0.